# 강릉교도소
강릉교도소(江陵矯導所, Gangneung Correctional Institution)는 대한민국의 교도소이다. 강원특별자치도 강릉시 공제로 413-15에 위치하고 있다.
교도소장은 교정서기관으로 보한다.

## 조직
- 총무과
- 보안과
- 직업훈련과
- 사회복귀과
- 복지과
- 의료과